# Dangbo (Ouémé)
Dangbo  ist eine Stadt, ein Arrondissement und eine 340 km² große Kommune in Benin. Sie liegt im Département Ouémé. 

## Demografie und Verwaltung
Das Arrondissement Dangbo hatte bei der Volkszählung im Mai 2013 eine Bevölkerung von 12.838 Einwohnern, davon waren 6193 männlich und 6645 weiblich. Die gleichnamige Kommune zählte zum selben Zeitpunkt 96.426 Einwohner, davon 47.281 männlich und 49.145 weiblich.
Die sechs weiteren Arrondissements der Kommune sind Dékin, Gbéko, Houédomey, Hozin, Késsounou und Zounguè. Kumuliert umfassen alle sieben Arrondissements 50 Dörfer.